# Ryōchū Umeda
Ryōchū Stanisław Umeda (jap. 梅田 良忠 Umeda Ryōchū; ur. 25 września 1900 w Tokio, zm. 7 grudnia 1961 tamże) – japoński historyk, pierwszy lektor języka japońskiego na Uniwersytecie Warszawskim, lektor języka japońskiego w Instytucie Wschodnim w Warszawie, tłumacz i popularyzator kultury polskiej i japońskiej. Jego imieniem został nazwany Ośrodek Języka i Kultury Japońskiej, który organizuje liczne wystawy popularyzujące kulturę Japonii.

## Życiorys
W 1921 Umeda postanowił przyjechać na studia filozoficzne do Berlina. W drodze z Dalekiego Wschodu poznał polskich oficerów wracających z Syberii, wśród nich Stanisława Michowskiego, z którym się zaprzyjaźnił. Podjął wówczas decyzję o osiedleniu się w Warszawie. Koło roku 1924 jako student wprowadził się samowolnie do baszty opuszczonej karczmy Belle-Vue na Służewiu. Odwiedzał go przyjaciel, Konstanty Gałczyński, który nadał budynkowi jego obecną nazwę (Żółta Karczma). Umeda został lektorem japońskiego na UW, a następnie w latach 1926–1939 w Instytucie Wschodnim w Warszawie.
II wojnę światową Ryōchū Umeda spędził w Bułgarii, po jej zakończeniu nie mógł przez pewien czas przyjechać do komunistycznej Polski. Przed śmiercią wyraził wolę, aby jeden z jego synów na stałe osiadł w Polsce. Uzgodnił z profesorem Konradem Jażdżewskim, aby to on zaopiekował się jego synem w Polsce.
Przed śmiercią w 1961 roku przyjął chrzest i imię Stanisław. Pochowany na cmentarzu Powązki Wojskowe w Warszawie (kwatera A29-5-30). 

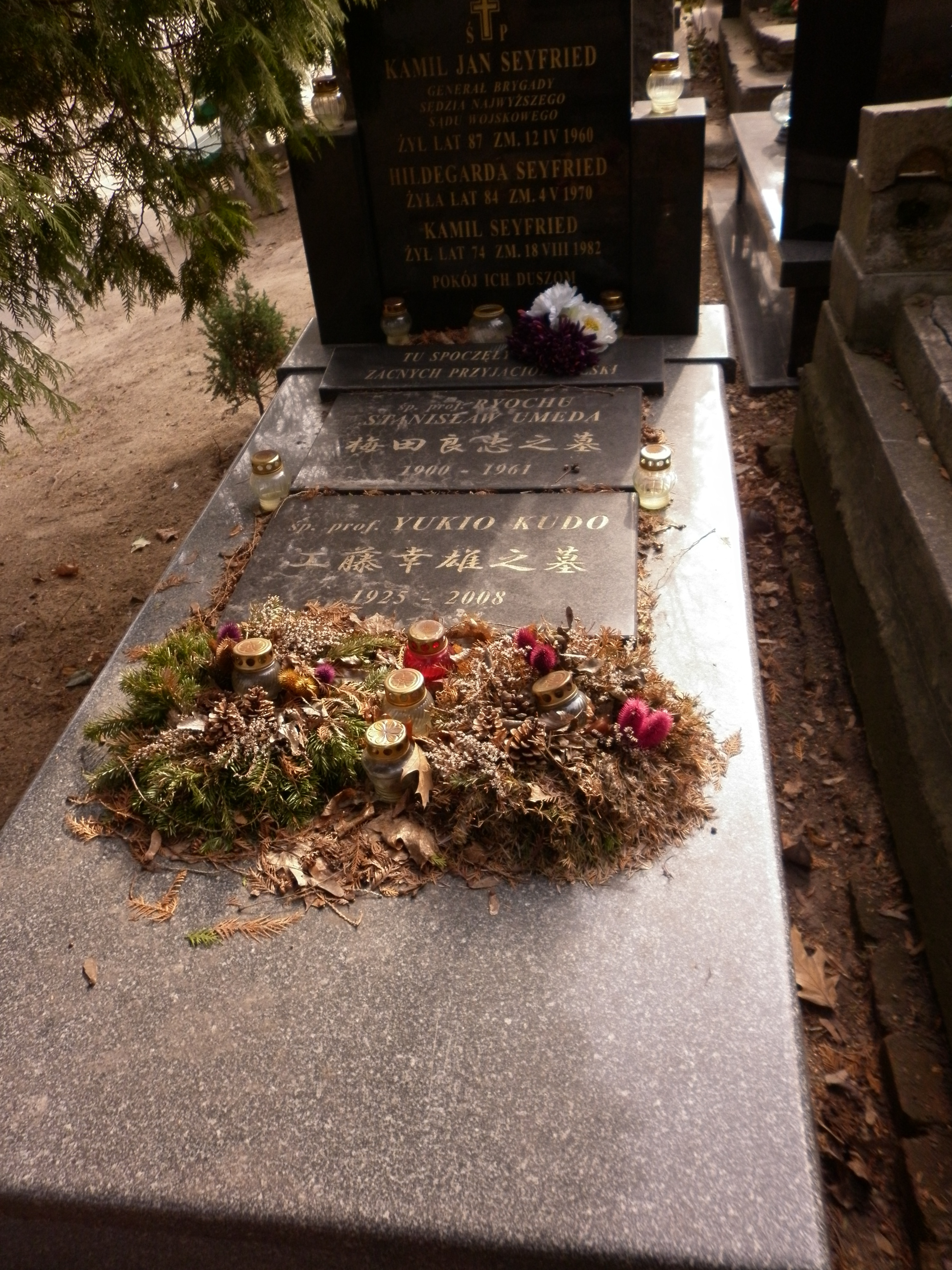
Grób Ryōchū Umedy

Zgodnie z testamentem Ryōchū Umedy jego syn Yoshiho po śmierci ojca przyjechał do Polski, gdzie osiadł na stałe. Na podstawie biografii Ryōchū Umedy i jego syna Yoshiho powstał w 1995 roku film dokumentalny Góral z Tokio (scenariusz: Jan Strękowski, reżyseria: Bożena Garus-Hockuba).